# 九龍巴士40線
九龍巴士40線是香港的一條巴士路線，來往荃灣（麗城花園）及麗港城，途經荃灣市中心、大窩口、葵興、葵芳、荔景、荔枝角、美孚、蝴蝶谷、大窩坪、黃大仙、鑽石山、九龍灣、牛頭角及觀塘市中心。本線是來往荃灣及觀塘的全日行走巴士路線，由於橫越五个都會區區域，提供九龍東前往荃葵及美孚的特快服務。
九龍巴士40A線是40的繁忙時間特別路線，由葵興站單向開往平田，走線與主線40大致相同，但加經長沙灣長荔街一帶，只於星期一至五下午繁忙時間提供服務。
九龍巴士40B線是40的繁忙時間特別路線，由葵涌邨單向開往平田，經葵興、葵芳、荔景、美孚，到達饒宗頤文化館後按40A線走線往平田，只於星期一至五上午繁忙時間服務。

## 歷史
- 1968年5月9日：投入服務，來往觀塘碼頭及荃灣碼頭，是首條觀塘區往來新界區的路線，初期只沿青山上路往返荃灣。
- 1968年10月30日：配合荔枝角大橋通車而改經葵涌道及荔枝角大橋。
- 1970年7月1日：九巴為統一九龍市區及兩個衛星城市的車費，和取消所有九龍市區及荃灣區路線的分段收費，本路線車費由七毫大幅下調至統一收費兩毫，減幅超過七成。
- 1972年7月1日：觀塘碼頭總站遷往近偉業街新總站。
- 1976年4月3日：往荃灣碼頭方向改經南昌街，不經石硤尾街。
- 1984年11月25日：荃灣碼頭總站遷往荃灣運輸大樓地下新總站。
- 1995年5月28日：增設空調服務。
- 1995年12月7日：延長至麗港城，成為麗港城唯一來往新界區的巴士路線。
- 2000年3月19日：遷往如心廣場總站。
- 2011年8月22日：自33A線改為提升至全線空調服務後，本線於荃灣（如心廣場）成為唯一仍有非空調巴士行走路線。
- 2012年5月7日：改為全空調巴士服務[5][6]，為途經新界西及深水埗區的設有非空調巴士服務的巴士線之中，最後一批（另包括32M線及39A線）改為全空調服務。
- 2013年8月24日：改經龍翔道、呈祥道、青山道（饒宗頤文化館段）（往麗港城方向）、以及蝴蝶谷道、荔枝角道、長茂街、長順街和長荔街（往荃灣方向），不再途經深水埗、石硤尾、九龍城及新蒲崗，但往荃灣方向維持經啟業邨及荔枝角站，並增設與2A線和6D線，及與葵涌東北和荃灣區內路線轉乘優惠，全程收費維持不變，路線改為定點開車時間。
- 2013年11月9日：增設多項與黃大仙、觀塘和西貢區巴士路線及6號線之轉乘優惠。
- 2014年1月25日：往麗港城方向加停龍翔道天馬苑。
- 2014年8月4日：往荃灣方向於成業街休憩公園增設分站，以方便敬業街北半部乘客以及欲追上剛由麗港城總站開出的班次的麗港城居民，往麗港城方向由早上十時開始重新安排巴士站位，取消創紀之城分站並後退至牛頭角鐵路站分站，觀塘市中心分站泊位後退100米，同日起因應不同時段客量調整班次，部分時段分別增強（10-13分鐘一班）或縮減（20/25分鐘一班）班次
- 2015年6月27日：增設到站時間預報。[7]
- 2015年9月26日：增設與3C線轉乘優惠。[8]
- 2015年12月19日：增設與5M線轉乘優惠。
- 2016年3月29日：往麗港城方向，逢星期一至五（公眾假期除外）於17:30及18:18提供兩班特別班次，行駛至長沙灣道（東行）後改經蝴蝶谷道、荔枝角道、長茂街、長順街、長荔街、長沙灣道（西行）及青山道（饒宗頤文化館段）後返回原線，並加停長荔街分站（與往荃灣方向同站）。[9]
- 2017年2月13日：荃灣區總站由如心廣場遷往荃灣（麗城花園）。往荃灣（麗城花園）方向途經青山公路 – 荃灣段後改經海興路及海安路並沿途設站，不再途經大河道及停靠如心廣場。而往觀塘麗港城方向改經海安路、麗順路、青山公路 – 荃灣段、大涌道及沙咀道後返回大河道原線。星期一至五（公眾假期除外）往麗港城方向兩班途經長茂街、長順街、長荔街特別班次提早於17:26及18:17開出。[10][11][12]
- 2017年12月4日：40A線投入服務[13][14]。
- 2018年8月10日：40A線修訂由觀塘開出的時間至18:10。[15]
- 2018年12月27日：40線往麗港城方向途經長荔街的班次增加一班車，開出時間是17:50。[16]
- 2020年10月5日：40A線的東九龍總站延長至平田，並提早由平田開出的時間至07:40。[17]
- 2024年3月11日：40B線開辦，40A線平日上午由平田往葵興站的班次取消。[18]

## 服務時間及班次
40
| 荃灣（麗城花園）開 | 荃灣（麗城花園）開                | 荃灣（麗城花園）開 | 麗港城開         | 麗港城開    | 麗港城開     |
| 日期               | 服務時間                          | 班次（分鐘）       | 日期             | 服務時間    | 班次（分鐘） |
| ------------------ | --------------------------------- | ------------------ | ---------------- | ----------- | ------------ |
| 星期一至五         | 05:40                             | 05:40              | 星期一至五       | 05:45-15:45 | 15           |
| 星期一至五         | 06:00-16:15                       | 15                 | 星期一至五       | 15:45-19:00 | 13           |
| 星期一至五         | 16:15-16:54                       | 13                 | 星期一至五       | 19:00-20:00 | 15           |
| 星期一至五         | 16:54-17:18                       | 12                 | 星期一至五       | 20:00-00:20 | 20           |
| 星期一至五         | 17:29、17:41、17:52、18:04、18:15 |                    |                  |             |              |
| 星期一至五         | 18:30-20:00                       | 15                 |                  |             |              |
| 星期一至五         | 20:00-00:20                       | 20                 |                  |             |              |
| 星期六             | 05:40-06:40                       | 20                 | 星期六           | 05:45-06:25 | 20           |
| 星期六             | 06:40-09:10                       | 15                 | 星期六           | 06:25-08:55 | 15           |
| 星期六             | 09:10-11:50                       | 20                 | 星期六           | 08:55-11:55 | 20           |
| 星期六             | 11:50-18:30                       | 16                 | 星期六           | 11:55-17:15 | 16           |
| 星期六             | 18:45                             | 18:45              | 星期六           | 17:15-20:00 | 15           |
| 星期六             | 19:00-00:20                       | 20                 | 星期六           | 20:00-00:20 | 20           |
| 星期日及公眾假期   | 05:40-00:20                       | 20                 | 星期日及公眾假期 | 05:45-07:00 | 25           |
|                    |                                   |                    | 星期日及公眾假期 | 07:00-00:20 | 20           |

- 橙字班次加經長沙灣長荔街

40A
- 星期一至五：
  - 葵興站開：18:10

40B
- 星期一至五：
  - 葵涌邨開：07:30

40A及40B線星期六、日及公眾假期不設服務

## 收費
| 路線     | 全程收費 | 分段收費                                                                                 |
| -------- | -------- | ---------------------------------------------------------------------------------------- |
| 40       | $10.1    | - 美孚站往麗港城：$7.1 - 美孚站往荃灣（麗城花園）：$6.2 - 建明街往荃灣（麗城花園）：$4.3 |
| 40A／40B | $10.1    | - 美孚站往平田：$7.1 - 觀塘市中心往平田：$5.0                                            |

| - 本線設有12歲以下小童及65歲或以上長者半價優惠。 - 65歲或以上香港居民使用「樂悠咭」，以及12歲以下合資格殘疾兒童使用「殘疾人士身份」個人八達通繳付車資，均可享有每程$2.0或半價（以較低者為準）的票價優惠；12至64歲合資格殘疾人士使用「殘疾人士身份」個人八達通（包括「樂悠咭」），以及60至64歲香港居民使用「樂悠咭」繳付車資，均可享有每程$2.0或全費（以較低者為準）的票價優惠。 - 65歲或以上長者如使用長者或一般個人八達通繳付車資，則只可享有半價優惠；12至64歲合資格殘疾人士如不使用「殘疾人士身份」個人八達通，以及60至64歲人士如不使用「樂悠咭」繳付車資，必須繳付全費。 - 乘客可以現金或八達通於上車時付款，不設找續。 - 每位成人乘客可免費攜帶最多兩名4歲以下而不佔座位的兒童乘客乘車，超額之4歲以下小童必須繳付小童車費乘車。 - 持有「九巴月票」之乘客在車票有效期內，每日可享最多10程任何九龍巴士及龍運巴士路線（包括本路線，以及聯營路線的九龍巴士／龍運巴士提供的班次；惟乘搭機場「A」及「NA」線則可享原價二七折優惠（不會計算每天10次合資格車程））；而B1線則每日可享最多各2程（不會計算每天10次合資格車程）。 - 九龍巴士、城巴、龍運巴士及陽光巴士全職員工及家屬（不包括外判職員）可免費乘搭本路線，惟必須拍職員或職員家屬八達通。 - 乘客亦可透過多元化電子支付系統（e度嘟）繳付車資，包括使用非接觸式VISA卡、JCB卡、萬事達卡、銀聯卡、美國運通、大來國際、Discover Card、Apple Pay、Google Pay、Samsung Pay、AlipayHK「易乘碼」、支付寶、WeChatHK／微信支付「搭車碼」、銀聯雲閃付「乘車碼」及BOC Pay「乘車碼」。乘客使用此付款方式，使用此支付方式的乘客可享有中途下車之分段收費，以及與其他九巴／龍運獨營路線或聯營線九巴／龍運班次之轉乘優惠，惟不適用於與非九巴／龍運路線之轉乘優惠，亦不能享有「公共交通費用補貼計劃」及「長者及合資格殘疾人士公共交通票價優惠計劃」。 |

### 八達通轉乘優惠
乘客登上本線後150分鐘內以同一張八達通卡轉乘以下路線，或從以下路線登車後150分鐘內以同一張八達通卡轉乘本線，次程可獲車資折扣優惠：
40←→2A、6D
- 40往麗港城 → 2A往樂華或6D往牛頭角，次程車資全免。
- 2A往樂華或6D往牛頭角 → 40往麗港城，回贈首程車資。
- 40往荃灣 → 2A或6D往美孚，次程車資全免。
- 2A或6D往美孚 → 40往荃灣，次程補車資$3。

40←→荃灣及葵青路線，次程可獲$4.2折扣優惠
- 40往荃灣 → 31M往石籬（梨貝街）、32M往象山、34M往灣景花園、36M往梨木樹、39M往荃威花園、234A/B往浪翠園、235M往安蔭或238M往海濱花園]
- 31M、32M、36M、235M往葵芳站、34M、39M、234A/B、238M往荃灣／荃灣西站 → 40往麗港城

40(A、B)←→九龍市區路線，次程可獲$4.2折扣優惠
- 40往麗港城或40A/B往平田 → 2F、3C、5M、13M、14B、15A、16M、23M、28B、29M、211、214或216M線。
- 2F、3C、3M、5M、6、13M、14B、15A、16M、23M、28B、29M、211、214或216M → 40往荃灣
- 40往荃灣 → 6往荔枝角。
- 6往尖沙咀 → 40往麗港城或40A/B往平田。

40(A、B)←→14X
- 40往麗港城或40A/B往平田 → 14X往鯉魚門，次程可獲$4.4折扣優惠
- 14X往尖沙咀 → 40往荃灣，次程可獲$7.4折扣優惠

40(A、B)←→將軍澳及西貢區路線，次程可獲$4.2折扣優惠
- 40往麗港城或40A/B往平田 → 91、91M/P、92、98、98A、290、290A、290E、290X或296A
- 91、91M/P、92、98、98A、290、290A、290E、290X或296A → 40往荃灣

## 使用車輛

### 歷史
本線由九巴荔枝角車廠及青衣分廠和共同派車，最初採用Ford Thames Trader、「薛頓」MK17及「亞比安」VT23L型單層巴士開荒，由於當時為橫跨九龍東西部主要幹線，客量急升，改派EVK41XL型「火箭」及「薛頓」Pennine 4接棒，1970年代中很快便換入「長牛」丹拿E型雙層巴士及載客更高嶄新的利蘭珍寶／平頂寶巴士行走，並有改派二手「大水牛」AEC Regent五型（30呎長）支援，後更用上「雞車始祖」佳牌勝利J型巴士行走，並於1980年代換入黑金剛、丹尼士巨龍11米（S3N）。
1990年代中期，初次加入空調巴士行走，用車為4輛丹尼士巨龍11米（AD，車牌字母為GJ），及後換入富豪奧林比安11米（AV，車牌字母為GZ、HA及HU）。2000年代中期，本線非空調車款漸漸被淘汰，兩廠開始使用利蘭奧林比安11米（S3BL）和都城嘉慕11米（S3M）行走；空調巴士方面，本地首輛利蘭奧林比安11米巴士（AL1），在退役前1至2年經常行走本線。超低地台巴士亦同時被換入，用車為丹尼士三叉戟三型12米（ATR），在特定時間，則有配上箂特日蝕雙子星型車身、來自219X線的富豪B9TL（AVBW）行走。
在20世紀後期，巴士車身廣告盛行，本線因途經多個人口稠密的社區，經常被客戶看中，在巴士車身披上色彩繽紛、宣傳不同內容的廣告，涉及的車輛及廣告多不勝數，其中包括非空調巴士的銀行、消閒熱點、食品及飲料、電子產品、電池，以及空調巴士的銀行及財務公司、酒類、電子遊戲機、僱員再培訓局、區域市政局等。

### 近況
荔枝角廠於2009年3月31日至8月11日期間加入一輛1991年丹尼士巨龍空調巴士（AD41／EX2369），是荔枝角車廠第一條長途路線有如此車務安排的。荔枝角廠其後再於7月及8月各加入一輛1991年利蘭奧林比安空調巴士，其中一輛用以代替該巨龍空調巴士。九龍灣廠於10月也將本線所有富豪奧林比安空調巴士調走，改派1992年利蘭奧林比安空調巴士行走，為九龍灣廠第二條路線逾17年車齡的巴士行走（第一條為6D線）。隨著該批利蘭奧林比安巴士陸續到達18年車齡而需要退役，從2010年5月25日起，荔枝角廠開始改派配有康明斯L10引擎的1994年富豪奧林比安巴士行走本線。其後，荔枝角廠再次於同年6月19日，把原有的兩輛1994年富豪奧林比安巴士調走，換入兩輛即將到達18年車齡的1992年續牌丹尼士巨龍空調巴士。
由2012年3月9日起，本線引入2部亞歷山大丹尼士Enviro 500 12米低地台雙層空調巴士行走，為本線首次引入直梯巴士，提升本線的用車水平。
現時本組路線合共獲派19輛亞歷山大丹尼士Enviro 500 MMC 12米（ATENU）巴士，全數屬荔枝角車廠。
| 車隊編號  | 車牌   |          |
| --------- | ------ | -------- |
| ATENU111  | SG793  | 青衣廠   |
| ATENU297  | ST6536 | 荔枝角廠 |
| ATENU298  | ST6990 | 荔枝角廠 |
| ATENU495  | TJ2223 | 青衣廠   |
| ATENU856  | TW293  | 青衣廠   |
| ATENU858  | TW2660 | 荔枝角廠 |
| ATENU872  | TW5331 | 荔枝角廠 |
| ATENU873  | TW5385 | 荔枝角廠 |
| ATENU878  | TW8564 | 荔枝角廠 |
| ATENU882  | TW9252 | 青衣廠   |
| ATENU884  | TW9354 | 荔枝角廠 |
| ATENU889  | TW9785 | 荔枝角廠 |
| ATENU993  | UB7321 | 荔枝角廠 |
| ATENU1657 | SK4255 | 青衣廠   |
| AVBWU296  | SK4699 | 青衣廠   |
| AVBWU331  | SW7827 | 青衣廠   |
| AVBWU337  | SW8277 | 青衣廠   |
| ATENU503  | UT6012 | 荔枝角廠 |
| ATENU570  | UX104  | 青衣廠   |
| AVBWU622  | UY8737 | 青衣廠   |
| AVBWU623  | UY8829 | 青衣廠   |
| AVBWU770  | VH2666 | 青衣廠   |

## 行車路線
40

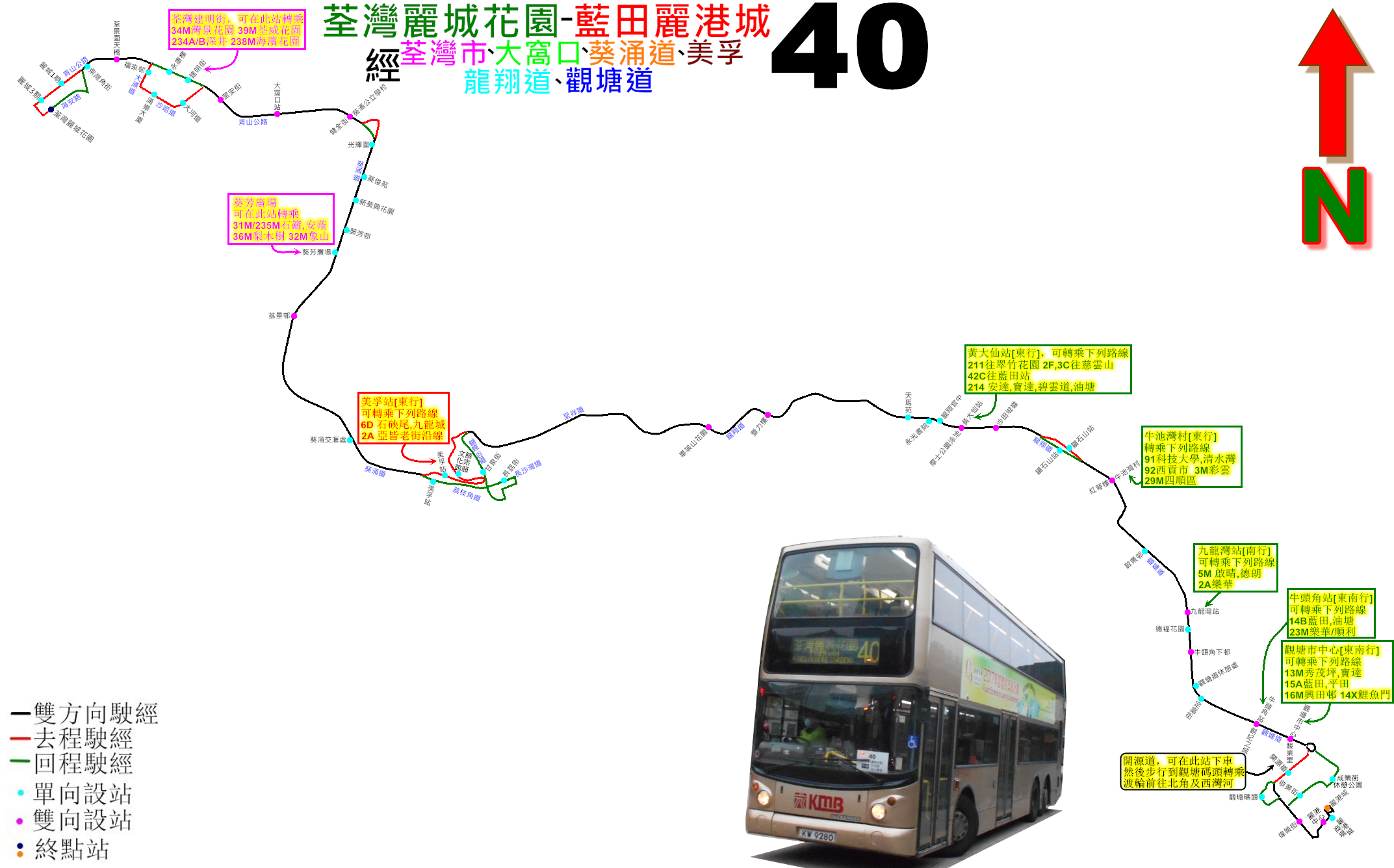
40路線的走線圖

荃灣（麗城花園）開經：海安路、麗順路、青山公路－荃灣段、大涌道、沙咀道、大河道、青山公路（荃灣段、葵涌段）、葵涌道、長沙灣道、蝴蝶谷道、荔枝角道、長茂街、長順街、長荔街、長沙灣道、青山道、呈祥道、龍翔道、大磡道、龍翔道、觀塘道、開源道、偉業街、茶果嶺道及有康街。
有粗體字之街道只限平日下午繁忙時間班次途經
麗港城開經：茶果嶺道、偉業街、觀塘碼頭通道、觀塘碼頭巴士總站、偉業街、敬業街、成業街、茶果嶺道、鯉魚門道、觀塘道、彩虹交匯處、龍翔道、呈祥道、蝴蝶谷道、荔枝角道、長茂街、長順街、長荔街、長沙灣道、荔枝角道、葵涌道、青山公路（葵涌段、荃灣段）、海興路及海安路。
有關本路線的具體停站請參閱資訊框
40A

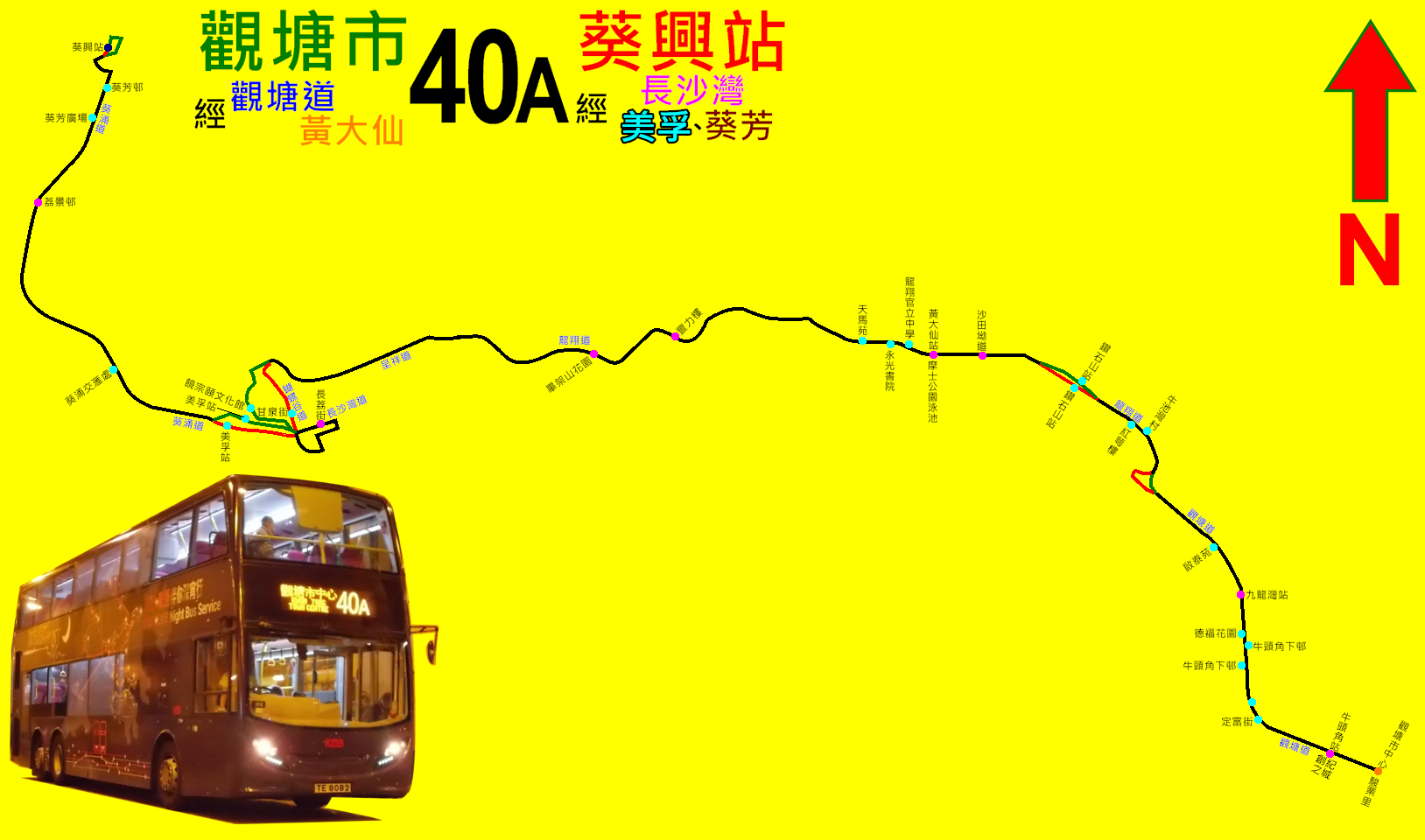
40A線的走線圖

經：葵興路、興芳路、葵益道、葵涌道、長沙灣道、荔枝角道、長茂街、長順街、長荔街、長沙灣道、青山道、呈祥道、龍翔道、大磡道、龍翔道、觀塘道、觀塘道下通道、觀塘道、鯉魚門道、啟田道、德田街及安田街。有關本路線的具體停站請參閱資訊框
40B
經：大窩口道、葵興站公共運輸交匯處、葵興路、興芳路、葵福路、荔景山路、支路、葵涌道、長沙灣道、青山道、呈祥道、龍翔道、大磡道、龍翔道、觀塘道、觀塘道下通道、觀塘道、鯉魚門道、啟田道、德田街及安田街。有關本路線的具體停站請參閱資訊框

## 客量
40線
九巴開辦這條連接東西市區（觀塘至荃灣）的創舉路線，為日後80年代通勤兩區的工業重鎮起了極大作用。本線在地鐵（今稱港鐵）修正早期系統未通車前，是荃灣及深水埗往來觀塘極主要路線，觀塘綫通車（1979年10月）後因九巴開辦了6M(第一代)及40M線，分別由荔枝角（橋底）及荃灣碼頭開往石硤尾地鐵站－石硤尾總站設於偉智街，令客量開始受到影響，加上途經呈祥道、龍翔道的38早已於1975年開辦，率先為葵涌及新蒲崗等沿途工業區及居民提供一個更快捷的選擇。本線路線迂迴，且在1982年5月地鐵荃灣綫通車，速令40M短暫的歷史任務也告完成，乘客往返荃灣及觀塘可全程乘搭地鐵。唯一未被鐵路覆蓋僅餘的優勢（九龍城啟德機場）也在1998年遷移，加上競爭對手愈來愈多，與38號線相似的途經龍翔道、呈祥道另一「飛龍」42C也在1991年出現，率先為大窩口區及悅來酒店一帶提供快捷服務。另來往荃灣及九龍城、新蒲崗/觀塘的紅色小巴，車海戰術直接來往荃灣至東九龍一帶亦只需20分鐘，搶走了不少本線的乘客。故當時乘搭的本線多是流水客，甚少乘客坐足全程，但由於本線服務範圍廣泛，橫跨東西達5個區域，流水客量相當高。
由於本線與6D介乎長沙灣至九龍城一段行車路線完全重疊，為善用資源及加強荃灣區來往九龍東的巴士服務，運輸署聯同九巴於《2012-13年度巴士路線發展計劃》中建議本線與6D重組，本線途經美孚及啟業邨後，將直接取道呈翔道及龍翔道，不再途經長沙灣至坪石邨一段，改線後的本號線全程行車時間只需63分鐘，較原本需時約78分鐘節省約15分鐘。原本來往長沙灣至九龍城之間的乘客需轉乘6D，而6D亦會延長至美孚以配合新計劃，並連同2A與本線提供八達通轉乘優惠，供荃灣區乘客往來長沙灣至九龍城段以及長沙灣至石硤尾段乘客往來觀塘，惟車程分別增加約5分鐘及約15分鐘，而由美孚、牛頭角來往九龍城、旺角、深水埗及大坑東改乘2A或6D的車資比原40線便宜。
九巴於2012年3月向觀塘區議會諮詢本路線的更改計劃時，遭麗港城區區議員強烈反對及要求補償麗港城來往九龍城的交通服務（如加強九龍區專線小巴69線之班次，運輸署計劃延長至旺角東站北面的基堤道），現運輸署已落實有關方案，而有關地區亦已接納，並等待專線小巴69線一切為延長之準備，即可實行有關重組方案。
有關方案於2013年8月24日起實施，新40號來回程改為取道龍翔道、呈祥道、青山道（饒宗頤文化館段）（麗港城方向）、蝴蝶谷道、荔枝角道（近昇悅居一段）、長茂街、長順街和長荔街（荃灣方向）往返，途經黃大仙、鑽石山及彩虹邨，不再途經新蒲崗、九龍城、石硤尾、深水埗及長沙灣（往荃灣方向途經啟業邨和港鐵荔枝角站），並取消青山道（深水埗段）、元州街、窩仔街、大坑東道、界限街、太子道西及太子道東沿途之巴士站；部分受影響之乘客可改乘2A、6D或296C線。同時，為補償乘客往來麗港城至九龍城和旺角的需求，專線小巴69線會分拆69A線往返麗港城至旺角東站北面的基堤道，大致與69線一致。
深水埗區議會則於臨近改動前始爭取復辦來往觀塘市中心的全日巴士線，惟兩年過後仍未果，期間九巴只在實施前述改動後11星期再增設2A、6D與11B、11D之八達通轉乘優惠，總車資為2A、6D線之車資。
本線轉型後，現時的客量已有改善，繁忙時間經常滿座，非繁忙時間的客量也不俗，更有乘客刻意候車，一些路段如美孚往返黃大仙及觀塘往荔枝角等比港鐵更直接、快捷又便宜。不過自從290(A)於2015年3月28日投入服務後，部分原有乘搭觀塘區M線、91、91M、92、98A和296A轉乘本線往來彩雲、順利邨、秀茂坪邨、將軍澳、西貢、科技大學、清水灣和荃灣、葵涌的乘客均改為轉乘或直接乘搭該兩線。另外，部分原有由翠竹花園、慈雲山乘搭2F、3C、3M、211轉乘本線，以及在彩虹、黃大仙、畢架山直接乘搭本線往荃灣、葵涌的乘客，因為290(A)頻密班次、其分段收費與本線一致以及不經美孚，除非在等候該兩線時剛巧碰見本線到站，否則都不會刻意候車。
展望將來，有鑑於荃灣西部多個大型私人屋邨對往返黃大仙及彩虹等沿途需求量增加，本線由2017年2月13日起根據運輸署《2015-16年度巴士路線發展計劃》，延長至麗城花園，以抗衡與紅色小巴之競爭，成為來往麗港城及麗城花園的跨區路線，未來本線客量將會繼續穩定上升。另外在平日下班繁忙時間，其中4班往麗港城方向的巴士會在駛離港鐵美孚站後加停長荔街（與往荃灣方向同站），然後返回原線，提供長沙灣工商貿區往黃大仙及觀塘的特快巴士服務，亦已計劃在繁忙時間，加開特別巴士線40A，提供葵涌及長沙灣工商貿區來往黃大仙及觀塘的特快巴士服務，新路線定於2017年12月4日啟行。
40A線
根據2019-2020年度巴士路線計劃，最繁忙一小時內的載客率為50%。

## 軼事
於1972年8月5日前，本線為九巴編號最大的路線，後因紅隧隧巴的開辦，地位繼而被取代。

## 外部連結
- 九巴40線－九龍巴士 （页面存档备份，存于）
- 九巴40線－i-busnet.com （页面存档备份，存于）
- 九巴40線－681巴士總站 （页面存档备份，存于）
- 香港巴士大典上的相关条目：九巴40線
- 香港巴士大典上的相关条目：九巴40A線